# کتاب لیانگ
کتاب لیانگ (انگلیسی: Book of Liang) یا لیناگ شو (Liáng Shū) یا تاریخ لیانگ، زیر نظر یائو سیلیان گردآوری شد و در سال ۶۳۵ تکمیل شد. یائو به شدت به نسخه خطی اصلی پدرش یائو چا تکیه کرد که به‌طور مستقل باقی نمانده است، اگرچه نظرات یائو چا در چندین فصل نقل شده است.
کتاب لیانگ بخشی از قانون بیست و چهار تاریخ تاریخ چین است.